# Эскадренные миноносцы типа «Авантюрье»
Эскадренные миноносцы типа «Авантюрье» — тип эскадренных миноносцев французского флота. Строились по заказу Аргентины, реквизированы с началом войны.

## История проектирования
В 1910—1912 годах аргентинское правительство решило построить турбинные эсминцы. Яйца решили не складывать в одну корзину, поэтому по 4 заказа были выданы в Великобританию, Францию и Германию. Все миноносцы были длиной примерно 90 м и должны были иметь ход около 32 узлов. Вооружение было единообразно: четыре 102 мм скорострельных орудия американского производства и 4 533-мм торпедных аппарата. Из-за последовавших затем событий из двенадцати аргентинских «провинций» только германская четверка оказалась в руках страны-заказчика. Последовал ещё один «немецкий» заказ, но и он также никогда не попал в Аргентину.
Заказаны в 1910 году Аргентиной как «Мендоса», «Сан-Хуан», «Ла-Риоха» и «Сальта», но 9 августа 1914 года готовые корабли были реквизированы Францией и включены в состав её флота. Проект был разработан «Ателье э Шантье де Бретань».

## Конструкция

### Корпус и архитектура
Эсминцы имели явно выраженный полубак и клиперный форштевень, который был введён, по требованию заказчика, для улучшения вхождении в волну.

### Энергетическая установка
Котло-машинная группа размещалась по линейной схеме. По первоначальному проекту скорость эсминцев не должна была превышать 28 узлов, но затем — чтобы подтянуть их до уровня «немцев» — в проект внесли изменения, призванные обеспечить 32-узловой полный ход. Пар для турбин системы Рато вырабатывали четыре котла системы Уайт-Фостер-Вилер с угольным отоплением и один котел того же типа с мазутным отоплением. Площадь решеток в угольных котлах составляла 6,5 м² у котла № 1 и по 10,22 м² — у трех остальных, общая площадь нагрева — 1737 м² у угольных котлов и 678,17 м² у мазутного. В последнем устанавливалось 19 форсунок системы Бабкок-Вилкокс. Однако суммарной мощности турбин, составлявшей 19 000 л. с., учитывая реальное водоизмещение эсминцев, для развития 32 узла оказалось явно недостаточно. Дальность плавания 2100 миль на ходу 10 узлов. Максимальные запасы топлива на миноносцах типа составляли 230 тонн угля и 72 тонны нефти. Дым отводился в три дымовые трубы, из которых первая была выше и уже двух других. «Мендоса» вышел на испытания в 1911 году, но 32 узла оказались ему «не по зубам». При водоизмещении меньше стандартного большинству эсминцев всё же удалось развить заветные 32 узла, но на испытаниях в сентябре-октябре 1914 года скорость составила 26-27 уз при водоизмещении 1140—1150 т.

### Вооружение
Миноносцы вооружались четырьмя 100-мм/45 орудиями системы Канэ образца 1892 года (боекомплект составлял 700 выстрелов или 175 снарядов на ствол). Первоначальный максимальный угол возвышения составил 18° и максимальная дальность стрельбы 9000 м. В 1916 году угол был увеличен до 32° и дальность возросла до 12 600 м. Торпедное вооружение эсминцев состояло из 4×450-мм торпедных аппаратов. «Энтрепид» и «Темерэр» получили четыре однотрубных аппарата, размещенных побортно, «Авантюрье» и «Опеньятр» — два двухтрубных. 450-мм торпеды были модели 1909R, имевшие следующие характеристики: длина — 5,25 м; вес боевой части — 110 кг (ВВ — 86,8 кг), вес торпеды — 716 кг; давление воздуха — 150 кг/см²; объём резервуара — 322 л, дальность хода — 1000 м на 38 узлах, 2000 м на 34 уз или 3000 м на 29 уз.

## Модернизации
В 1917 году на «Темерере» и «Опиньятре» полностью заменили котлы, число дымовых труб при этом увеличилось с трех до четырёх. Но это не исправило положения: на испытаниях модернизированные корабли развили мощность всего лишь 12 000 л.с. и скорость 22 узла. Аналогичное переоборудование двух других эсминцев состоялось в 1924—1927 годах, причем на них установили котлы, снятые со сданных на слом немецких эсминцев V-100 и V-126. Результаты оказались лучше, эсминцы достигли скорости 26 узлов.

## Служба
«Авантюрье» и «Интрепид» до 1917 года несли в Атлантике у побережья Фландрии, «Опиньятр» и «Темерер» действовали в Средиземном море. Окончательно устаревшие корабли в 1926 году перестроили в быстроходные тральщики, а в конце 30-х их сдали на слом.

## Оценка проекта
Оказались неудачными: их котлы и артиллерия обладали многочисленными дефектами.